# Elektronisch geld
Elektronisch geld (ook bekend als e-cash, e-geld, elektronische valuta, elektronische munt, digitaal geld of digitale valuta) is geld dat volledig elektronisch wordt uitgewisseld. Het overgrote gedeelte van 's werelds geldvoorraad bestaat uit giraal geld, geld op bankrekeningen, die sinds eind 20e eeuw elektronisch worden bijgehouden. Andere vormen van digitaal geld zijn bijvoorbeeld tegoeden opgeslagen op chips, zoals de Belgische Proton-kaart en de Nederlandse Chipknip en Chipper (alle drie inmiddels uitgefaseerd) of cadeaukaarten en geld in virtuele werelden als Second Life (de Linden Dollar) of online computerspellen. Tot slot kunnen cryptovaluta als elektronisch geld worden beschouwd.

## Nederlandse regelgeving
De Wet op het financieel toezicht definieert elektronisch geld als geldswaarde die elektronisch of magnetisch is opgeslagen, die een vordering op de uitgever vertegenwoordigt, die is uitgegeven in ruil voor ontvangen geld om betalingstransacties te verrichten, en waarmee betalingen kunnen worden verricht aan een andere persoon dan de uitgever. Een elektronische geldinstelling (EGI) is degene die zijn bedrijf maakt van de uitgifte van elektronisch geld. De wet bepaalt dat deze in principe een vergunning van De Nederlandsche Bank nodig heeft. De Vrijstellingsregeling Wft regelt vrijstellingen. Voorwaarden daarvoor zijn onder meer dat de gezamenlijke waarde van de financiële verplichtingen van de onderneming die met de uitgifte van elektronisch geld verband houden gemiddeld niet hoger is dan €5.000.000, en dat de onderneming elektronisch geld slechts uitgeeft via een betaalinstrument of rekening voor elektronisch geld waarop maximaal een bedrag van €150 tegelijk kan worden opgeslagen (uit de toelichting blijkt dat het niet gaat om de storting maar om het saldo: de waarde van het elektronisch geld per drager is niet hoger dan €150). Er is zoals gezegd ook geen vergunning nodig als met het elektronisch geld alleen bij de uitgevende instelling zelf kan worden betaald. Dit is bijvoorbeeld het geval bij winkelketens die cadeaukaarten verkopen die alleen bij de eigen winkels kunnen worden gebruikt. Bij grote bedragen is ook de problematiek van witwassen aan de orde.